# Волгоградская правда
«Волгогра́дская пра́вда» — ежедневная областная общественно-политическая газета Волгоградской области, официальный орган опубликования нормативных правовых актов Волгоградской области. Издаётся с 1917 года.

## История
Газета под названием «Борьба» основана собранием царицынских большевиков 23 мая 1917 года, первый выпуск вышел 31 мая 1917 года. Старейшая газета Нижнего Поволжья.
Носила также названия «Поволжская правда» и «Сталинградская правда».
Газета является органом официального опубликования законов Волгоградской области и нормативных правовых актов главы администрации Волгоградской области, администрации Волгоградской области и иных органов исполнительной власти Волгоградской области. Утверждён перечень получателей обязательного экземпляра газеты.
Соучредителями являются комитет по печати и информации администрации Волгоградской области и ОАО «Волга-Медиа». Выходит пять раз в неделю по вторникам, средам, четвергам, пятницам, субботам. Формат А2. Объём 6-8 полос.
С 1 апреля 2011 года «Волгоградская правда» подверглась коренной реорганизации. ГУ «Редакция газеты „Волгоградская правда“» было ликвидировано, 90 % творческого коллектива сокращено, в том числе были уволены все лица занимавшие руководящие посты. Фактически газета прекратила своё существование. Суммарный опыт работы в данном издании сотрудников, которые покинули газету составлял порядка 250 лет. В этот же день газета под названием «Волгоградская Правда» была выпущена холдингом ОАО «Волга-Медиа», в который помимо «ВП» вошли ещё несколько региональных изданий.

## Дело ОАО «Волга-Медиа»
30 ноября 2010 года президент России Дмитрий Медведев в своём ежегодном послании Федеральному собранию заявил:

Закон об общих принципах организации органов госвласти субъектов Российской Федерации определяет: в собственности региональных властей может находиться имущество, необходимое им для осуществления своих полномочий. Соответственно иные объекты собственности должны быть приватизированы. Органы власти не должны быть владельцами «заводов, газет, пароходов». Каждый должен заниматься своим делом.
— Д.А. Медведев
«Волгоградская правда», таким образом, будучи печатным органом государственной власти Волгоградской области, должна была быть продана. Администрация Волгоградской области с целью избавиться от такого актива создала открытое акционерное общество «Волга-Медиа», к которому перешли полномочия учредителя и издателя газеты. Формально поручение президента было исполнено, однако фактически контроль над газетой остался в руках областной власти, так как 100 % акций общества принадлежат администрации Волгоградской области.
Позднее, в 2011 году Волгоградское управление Федеральной антимонопольной службы возбудило дело по признакам нарушения части 1 статьи 15 ФЗ «О защите конкуренции» в отношении Волгоградской областной думы и администрации Волгоградской области. По утверждению заявителя, главного редактора информационного агентства «Высота 102» Александра Осипова, ОАО «Волга-Медиа» в нарушение закона предоставлены субсидии за счет средств областного бюджета на покрытие затрат этого предприятия на производство продукции средств массовой информации. Рассмотрение дело отложено до сентября 2011 года. В декабре 2011 года рассмотрение жалобы было завершено. Комиссия Волгоградского УФАС не усмотрела нарушений антимонопольного законодательства, но выявило несоблюдение требований бюджетного законодательства, в связи с чем дело должно было быть направлено в прокуратуру.

## Примечательные выпуски

### 23 февраля 2011 года
22 февраля 2011 года глава администрации Волгоградской области Анатолий Бровко подписал постановление «Об отрешении от должности главы Волгограда Р. Г. Гребенникова» с формулировкой «В связи с действиями (бездействиями), влекущими нарушение прав и свобод человека и гражданина, установленными решениями судов… и не принятием мер по исполнению указанных решений судов», то есть на основании пункта 2 части 1 статьи 74 Федерального закона «Об общих принципах организации местного самоуправления в Российской Федерации». 23 февраля на официальном портале администрации Волгоградской области было объявлено, что соответствующее постановление опубликовано в газете «Волгоградская правда». Между тем, выпуск «Волгоградской правды» от 23 февраля в продажу так и не поступил. Факт выхода газеты 23 февраля подтверждается только наличием соответствующей интернет-версии выпуска.

### 20 июля 2011 года
18 июля 2011 года Анатолий Бровко постановлением главы администрации назначил Романа Созарукова в новый состав избирательной комиссии Волгоградской области. Созаруков, будучи начальником управления по внутренней и информационной политике аппарата главы администрации Волгоградской области Романа Созарукова, обвиняется по двум статьям уголовного кодекса: ч. 4 ст. 159 — мошенничество в особо крупном размере и ст. 289 — незаконное участие в предпринимательской деятельности. Изначально постановление было размещено на официальном сайте администрации области, но спустя день исчезло. 20 июля в газете «Волгоградская правда» постановление было опубликовано в изменённом виде — без фамилии Созарукова. При этом никакой официальной информации о внесении изменений в постановление нет.

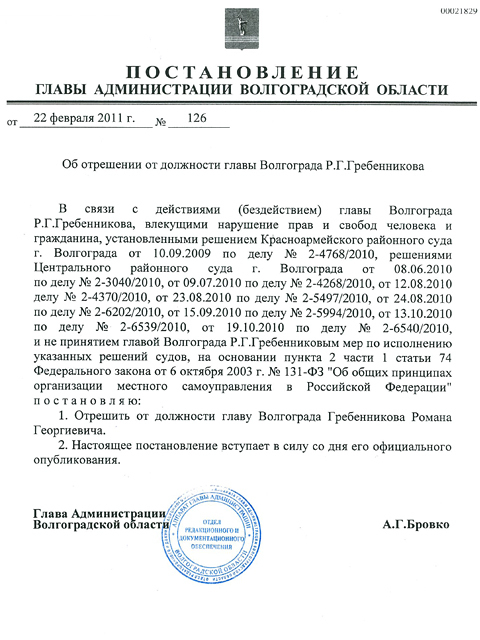
Копия постановления от 22 февраля 2011 года
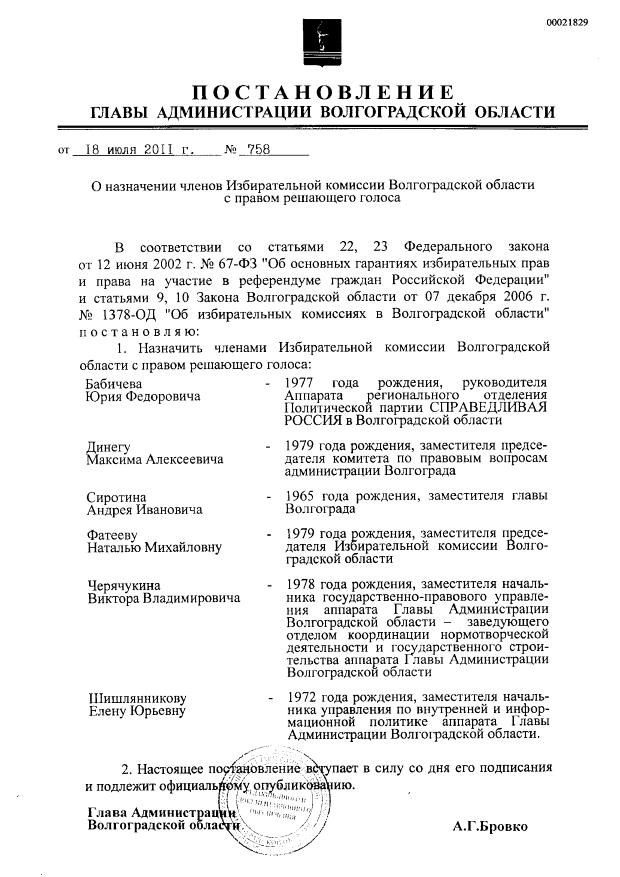
Копия исправленного постановления от 20 июля 2011 года: в списке всего шесть фамилий, тогда как глава администрации должен назначить семь членов

## Сотрудники

### Главные редакторы
«Борьба» (1917—1933)
- В. В. Сергеев (май-июль 1917)
- Г. И. Тащиев (1917—1919)
- А. Кацнельсон (1919—1920)
- А. М. Берестецкий (август-ноябрь 1921)
- И. Чернин (1921—1922)
- Редакционная комиссия (ноябрь-декабрь 1922)
- Н. Никитин (1922—1923)
- А. Тарарухин, С. Логвинский (Редколлегия) (1924—1925)
- Григорий Вовсы (январь — июль 1926)
- Владимир Владимирович Касперский (1926—1929)
- Ян Янович Грунт (1929—1931)
- Д. Ершов (1931—1933)

«Поволжская правда» (1933—1935)
- И. Макарьев (1933—1934)
- Владимир Владимирович Касперский (1934—1935)

«Сталинградская правда» (1935—1961)
- Александр Владимирович Швер (1935—1937)
- Николай Александрович Токарев (1937—1938)
- Михаил Семенович Гродецкий (1938—1939)
- Никита Васильевич Трубин (1941)
- Александр Гаврилович Филиппов[21] (1941—1952)
- Борис Николаевич Александров (1953—1954)
- Александр Митрофанович Монько (1954—1961)

«Волгоградская правда» (с 1961)
- Алексей Митрофанович Монько[22] (1961—1973)
- Виктор Борисович Ростовщиков (1973—1979)
- Василий Ефимович Скрыпников (1979—1988)
- Геннадий Алексеевич Ясковец (1988—1991)
- Юрий Александрович Щербинин (1991—1992)
- Анатолий Игоревич Михайловский (1992—1998)
- Алексей Михайлович Давыдов (1998—2002)
- Лев Львович Куканов (2002—2010)
- Любовь Александровна Ковалева (апрель-август 2010)
- Лев Львович Куканов (август 2010 — апрель 2011)
- Виктор Иванович Виньков (с апреля 2011 — март 2014)

### Известные сотрудники
Заслуженные работники культуры РСФСР: Л. А. Куканов, В. Б. Ростовщиков
Заслуженный художник РСФСР П. П. Островский
Заслуженные работники культуры Российской Федерации В. С. Лосев, Н. М. Селезнёва, В. Н. Коновалов, Т. В. Давыдова
- Владимир Максимович Богомолов — с 1945 года печатался как внештатный корреспондент, в 1969—1976 годах работал заведующим отделом культуры.
- Всеволод Петрович Ершов — работал в редакции с пятидесятых до восьмидесятых годов XX века, заведующий отделом, зам. редактора. Автор сценария хроникально — документального фильма " Страницы Сталинградской битвы " — 1967 год.[22]
- Анатолий Алексеевич Яицкий — фотокорреспондент.
- Юрий Михайлович Касьянов — работал с 1952 по 1992 годы, собственный корреспондент, зав. отделом информации.